# 피오트르쿠프군

우치주 지도에 표시된 피오트르쿠프군의 위치

피오트르쿠프군(폴란드어: powiat piotrkowski)은 폴란드 우치주에 위치한 군으로 면적은 1,429.12km2, 인구는 90,227명(2006년 기준), 인구 밀도는 63명/km2이다. 군청 소재지는 피오트르쿠프트리부날스키이지만 피오트르쿠프군에 속하지 않고 별도의 도시군으로 존재한다.
북쪽으로는 동우치군, 동쪽으로는 토마슈프군, 동쪽으로는 오포치노군, 남쪽으로는 라돔스코군, 서쪽으로는 베우하투프군, 북서쪽으로는 파비아니체군과 접한다. 11개 지방 자치체(2개 도시형 농촌, 9개 농촌)를 관할한다.

군기
군 문장